# Peștera Muierilor
Peștera Muierilor (sau Peștera Muierii ) se află în comuna Baia de Fier, Județul Gorj, pe teritoriul Depresiunii Getice a Olteniei. Peștera a fost sculptată în calcarele mezozoice de pe marginea sudică a Masivului Parâng, de către râul Galbenul. Cu o istorie foarte bogata, peștera în timpuri străvechi a adăpostit în timpul războaielor, când bărbații plecau la lupte, foarte mulți copii și femei, de unde i se trage și numele. Este prima peșteră electrificată din România.

## Dimensiuni
Peștera are o lungime de aproximativ 7.000 de metri dispusă în 4 niveluri. Nivelul inferior constituie rezervația speologica împartita in doua sectoare: sectorul de nord (1.500m) și sectorul de sud (880m). La 40 de metri inălțime se afla etajul superior amenajat pentru turiști cu o lungime de 573 m, ajunge până la lungimea de 1.228 de metri o rețea de diverticule foarte greu accesibilă,dar se incearca sa se faca astfel incat accesibilitatea sa fie mult mai mare si mai usoara.

## Formațiuni
Adevaratele atracții ale peșterii sunt Domul Mic, care are un aspect asemănător unei cupole gotice format prin precipitarea milenară a calcitei. Celelalte încăperi sunt Sala Altarului, Valul Altarului, Amvonul, Candelabrul Mare și imaginea Stâncii Însângerate denumită datorită scurgerilor oxidului de fier. În Cupola înaltă de 17 m întâlnim o colonie de lilieci.
Ei se hrănesc cu insecte pe care le procură noaptea, înafara peșterii.
Alte câteva atracții sunt Vălul Muierii, Bazinele Mari, Cascadele Împietrite, Dantela de Piatră, Poarta, Sala cu Guano, Sala Turcului. În Galeria Urșilor a fost găsit un adevărat cimitir de resturi scheletice de urși, lei, hiene, vulpi, lupi, capre sălbatice și mistreți. În Sala Musteriană au fost descoperite foarte multe obiecte aparținând culturilor cu mult înaintea erei noastre. De asemenea, în 1952 au fost descoperite și fragmente de oase provenind, foarte probabil, de la trei indivizi diferiți. Fragmentele de craniu aparținând unui individ de sex feminin au fost recent datate de către cercetători ca având o vechime de aproximativ 30.000 ani.
În Peștera Muierilor s-au descoperit urși de cavernă complet pietrificați.